# Frances Morris (historienne de l'art)
Pour les articles homonymes, voir Frances Morris (homonymie) et Morris.
Frances Morris, née en janvier 1959 à Londres (Royaume-Uni) est une historienne de l'art et commissaire d'exposition britannique. 
De janvier 2016 à février 2023, elle a dirigé la Tate Modern à Londres. Elle inscrit durablement une politique dans les pratiques muséales plus inclusive. Elle montre une vision plus juste de l'histoire en exposant des artistes femmes et non-européens.

## Biographie
Frances Morris étudie l'histoire de l'art à l'université de Cambridge où elle obtient un bachelor of Arts puis un master of Arts au Courtauld Institute of Art. Sa thèse de maîtrise portait sur le peintre français Jean Hélion.
En 1987, elle rejoint la Tate Gallery, pour la collection moderne. En 2000, elle fait partie de la direction de la Tate Modern à son ouverture. Elle présente les œuvres de façon non chronologie. Elle juxtapose des œuvres contemporaines avec des œuvres de Manet, Matisse. Aujourd'hui, beaucoup de musées et de galeries présentent l'art de cette façon. En 2006, elle est directrice de la collection Art International. Frances Morris succède à Chris Dercon à la direction de la Tate Modern en janvier 2016.  
Depuis 2006, France Morris mène une politique d'acquisition inclusive. Tout au cours de sa carrière, Frances Morris se concentre plus particulièrement sur le travail des femmes artistes et travaille à étendre le canon de l'histoire de l'art pour inclure des œuvres d'artistes non européens afin de présenter une histoire de l'art plus correcte. Pour l'extension du musée, elle établit une juste représentions de la production artistique en présentant autant d’œuvres de femmes que d'hommes. Pour les expositions organisées par la Tate, la moitié est réservée à des artistes femmes. 
Elle organise notamment les expositions de Louise Bourgeois en 2007, Yayoi Kusama en 2012 et Agnes Martin en 2015.
En 2018, elle fait partie du comité de sélection qui confie au collectif indonésien Ruangrupa la direction artistique de la Documenta 15, qui a lieu en 2022.
En février 2023, elle est remplacée par Karin Hindsbo (en) à la direction de la Tate Modern où elle reste directrice émérite.

## Récompenses et distinctions
- Commandeur de l'ordre de l'Empire britannique, 2023